# Премія «Сатурн» за найкращу чоловічу роль другого плану
Список лауреатів та номінантів премії «Сатурн» в категорії  «Найкраща чоловіча роль другого плану». Берджесс Мередіт, Ієн МакКеллен та Енді Серкіс – є єдиними акторами, які отримали цю нагороду кілька раз (двічі), тоді як лише Хав’єр Бардем та Хіт Леджер отримали як премію «Сатурн», так і премію «Оскар» за найкращу чоловічу роль другого плану за одну і ту ж роль.

## Лауреати та номінанти

### 1976—1980
| Церемонія          | Фото лауреата              | Актор                            | Фільм                                    | Роль     |
| ------------------ | -------------------------- | -------------------------------- | ---------------------------------------- | -------- |
| 3-я (1976)         |                            | • Марті Фельдман                 | «Молодий Франкенштейн»                   | Ігор     |
| 4-а (1977)         |                            |                                  |                                          |          |
|                    | • Джей Робінсон            | «Поїздка на поїзді до Голлівуду» | Дракула                                  |          |
| 5-а (1978)         |                            |                                  |                                          |          |
| • Алек Гіннесс     | «Зоряні війни: Нова надія» | Бен (Обі-Ван) Кенобі             |                                          |          |
| • Ред Баттонс      | «Дракон Піта»              | Хоаді                            |                                          |          |
| • Пітер Кушинг     | «Зоряні війни: Нова надія» | Вілгуфф Таркін                   |                                          |          |
| • Берджесс Мередіт | «Страж»                    | Чарльз Чейзен                    |                                          |          |
| • Вуді Строуд      | «Королівство павуків»      | Уолтер Колбі                     |                                          |          |
| 6-5 (1979)         |                            | • Берджесс Мередіт               | «Магія»                                  | Бен Грін |
| 6-5 (1979)         | • Майкл Ансара             | «Маніту»                         | Джон, що співає рок                      |          |
| 6-5 (1979)         | • Майкл Джексон            | «Оз»                             | Страшило                                 |          |
| 6-5 (1979)         | • Джеймс Мейсон            | «Небо може зачекати»             | містер Джордан                           |          |
| 6-5 (1979)         | • Леонард Німой            | «Вторгнення викрадачів тіл»      | др. Давід Кібнер                         |          |
| 7-5 (1980)         |                            | • Арте Джонсон                   | «Любов з першого укусу»                  | Ренфілд  |
| 7-5 (1980)         | • Річард Кіл               | «Місячний гонщик»                | Щелепи                                   |          |
| 7-5 (1980)         | • Леонард Німой            | «Зоряний шлях: Фільм»            | командер Спок                            |          |
| 7-5 (1980)         | • Дональд Плезенс          | «Дракула»                        | доктор Джек Сьюард                       |          |
| 7-5 (1980)         | • Девід Ворнер             | «Подорож у машині часу»          | Джек Різник, доктор Джон Леслі Стівенсон |          |

### 1981—1990
| Церемонія   | Фото лауреата      | Актор                                                       | Фільм                                                | Роль           | Роль |
| ----------- | ------------------ | ----------------------------------------------------------- | ---------------------------------------------------- | -------------- | ---- |
| 8-а (1981)  |                    | • Скетмен Крозерс                                           | «Сяйво»                                              | Дік Галлоранн  |      |
| 8-а (1981)  | • Мелвін Дуглас    | «Підмінник»                                                 | сенатор Джозеф Кармайкл                              |                |      |
| 8-а (1981)  | • Мартін Габель    | «Перший смертний гріх»                                      | Крістофер Ленглі                                     |                |      |
| 8-а (1981)  | • Макс фон Сюдов   | «Флеш Гордон»                                               | Мінг Безжалісний                                     |                |      |
| 8-а (1981)  | • Біллі Ді Вільямс | «Зоряні війни. Епізод V. Імперія завдає удару у відповідь » | Лендо Калріссіан                                     |                |      |
| 9-а (1982)  |                    | • Берджесс Мередіт                                          | «Битва титанів»                                      | Амон           |      |
| 9-а (1982)  | • Пол Фріман       | «Індіана Джонс: У пошуках втраченого ковчега»               | доктор Рене Беллок                                   |                |      |
| 9-а (1982)  | • Ральф Річардсон  | «Вбивця Драконів»                                           | Ульріх з Краггенмура                                 |                |      |
| 9-а (1982)  | • Крейг Уорнок     | «Бандити часу»                                              | Кевін                                                |                |      |
| 9-а (1982)  | • Нікол Вільямсон  | «Екскалібур»                                                | Мерлін                                               |                |      |
| 10-а (1983) |                    | • Річард Лінч                                               | «Меч і чаклун»                                       | Тітус Кромвель |      |
| 10-а (1983) | • Рутгер Гауер     | «Той, хто біжить по лезу»                                   | Рой Беті                                             |                |      |
| 10-а (1983) | • Вальтер Кеніг    | «Зоряний шлях 2: Гнів Хана»                                 | лейтенант Павел Чехов                                |                |      |
| 10-а (1983) | • Родді Макдавелл  | «Клас 1984»                                                 | Террі Корріган                                       |                |      |
| 10-а (1983) | • Брюс Спенс       | «Шалений Макс 2»                                            | капітан Джиро                                        |                |      |
| 11-а (1984) |                    | • Джон Літгоу                                               | «Сутінкова зона»                                     | Джон Валентайн |      |
| 11-а (1984) | • Скетмен Крозерс  | «Сутінкова зона»                                            | містер Блум                                          |                |      |
| 11-а (1984) | • Джонатан Прайс   | «Саме так зло і приходить»                                  | містер Дарк                                          |                |      |
| 11-а (1984) | • Біллі Ді Вільямс | «Зоряні війни. Епізод VI: Повернення джедая »               | містер Темний                                        |                |      |
| 11-а (1984) | • Джон Вуд         | «Воєнні ігри»                                               | Фалкен                                               |                |      |
| 12-а (1985) |                    | • Трейсі Волтер                                             | «Конфіскатор»                                        | Міллер         |      |
| 12-а (1985) | • Джон Кенді       | «Сплеск»                                                    | Фредді Бауер                                         |                |      |
| 12-а (1985) | • Джон Літгоу      | «Пригоди Бакару Банзая у 8-му вимірі»                       | лорд Джон Ворфін / доктор Еміліо Лізардо             |                |      |
| 12-а (1985) | • Дік Міллер       | «Гремліни»                                                  | Мюррей Футтерман                                     |                |      |
| 12-а (1985) | • Роберт Престон   | «Останній зоряний боєць»                                    | Центаурі                                             |                |      |
| 13-а (1986) |                    | • Родді Макдавелл                                           | «Ніч страху»                                         | Пітер Вінсент  |      |
| 13-а (1986) | • Кріспін Гловер   | «Назад у майбутнє»                                          | Джордж МакФлай                                       |                |      |
| 13-а (1986) | • Джоел Грей       | «Ремо Вільямс: Пригода починається»                         | майстер Сінанджу Чіун                                |                |      |
| 13-а (1986) | • Ієн Голм         | «Дитина мрії»                                               | Чарльз Л. Доджсон                                    |                |      |
| 13-а (1986) | • Крістофер Ллойд  | «Назад у майбутнє»                                          | Емметт Браун                                         |                |      |
| 14-а (1987) |                    | • Білл Пекстон                                              | «Чужі»                                               | рядовий Гатсон |      |
| 14-а (1987) | • Джеймс Духан     | «Зоряний шлях 4: Подорож додому»                            | командер, головний інженер Монтгомері «Скотті» Скотт |                |      |
| 14-а (1987) | • Клу Гулагер      | «Кров мисливця»                                             | Мейсон Ренд                                          |                |      |
| 14-а (1987) | • Вальтер Кеніг    | «Зоряний шлях 4: Подорож додому»                            | лейтенант Павел Чехов                                |                |      |
| 14-а (1987) | • Річард Молл      | «Будинок»                                                   | Великий Бен                                          |                |      |
| 15-а (1988) |                    | • Річард Доусон                                             | «Людина, що біжить»                                  | Деймон Кіліан  |      |
| 15-а (1988) | • Роберт де Ніро   | «Янгольське серце»                                          | Луї Сіфр                                             |                |      |
| 15-а (1988) | • Роберт Інглунд   | «Кошмар на вулиці В'язів 3: Воїни сну»                      | Фредді Крюгер                                        |                |      |
| 15-а (1988) | • Барнард Хьюз     | «Пропащі хлопці»                                            | Дідусь                                               |                |      |
| 15-а (1988) | • Білл Пекстон     | «Майже стемніло»                                            | Северен                                              |                |      |
| 15-а (1988) | • Дункан Регер     | «Загін монстрів»                                            | граф Дракула                                         |                |      |
| 16-а (1990) |                    | • Роберт Лоджа                                              | «Великий»                                            | Макміллан      |      |
| 16-а (1990) | • Роберт Інглунд   | «Кошмар на вулиці В'язів 4: Повелитель сну»                 | Фредді Крюгер                                        |                |      |
| 16-а (1990) | • Джек Гілфорд     | «Кокон: Повернення»                                         | Берні Лефковіц                                       |                |      |
| 16-а (1990) | • Майкл Кітон      | «Бітлджус»                                                  | Бітлджус                                             |                |      |
| 16-а (1990) | • Крістофер Ллойд  | «Хто підставив кролика Роджера»                             | суддя Дум                                            |                |      |
| 16-а (1990) | • Менді Патінкін   | «Нація прибульців»                                          | Сем Франциско                                        |                |      |

### 1991—2000
| Церемонія   | Фото лауреата       | Актор                                      | Фільм                              | Роль                                       | Роль |
| ----------- | ------------------- | ------------------------------------------ | ---------------------------------- | ------------------------------------------ | ---- |
| 17-а (1991) |                     | • Томас Френсіс Вілсон                     | «Назад у майбутнє 3»               | Буфорд «Скажений пес» Таннен / Біфф Таннен |      |
| 17-а (1991) | • Джеффрі Комбс     | «Наречена реаніматора»                     | доктор Герберт Вест                |                                            |      |
| 17-а (1991) | • Бред Дуріф        | «Екзорцист III»                            | Вбивця Близнюків                   |                                            |      |
| 17-а (1991) | • Ларрі Дрейк       | «Людина пітьми»                            | Роберт Дюрант                      |                                            |      |
| 17-а (1991) | • Джон Гловер       | «Гремліни 2»                               | Деніел Клемп                       |                                            |      |
| 17-а (1991) | • Тоні Голдвін      | «Привид»                                   | Карл Брюнер                        |                                            |      |
| 17-а (1991) | • Джон Гудмен       | «Арахнофобія»                              | Дельберт МакКлінток                |                                            |      |
| 17-а (1991) | • Аль Пачіно        | «Дік Трейсі»                               | Біг Бой Капріс                     |                                            |      |
| 17-а (1991) | • Роберт Пікардо    | «Гремліни 2»                               | Форстер                            |                                            |      |
| 18-а (1992) |                     | • Вільям Седлер                            | «Нові пригоди Білла і Теда»        | Смерть                                     |      |
| 18-а (1992) | • Алан Аркін        | «Едвард Руки-ножиці»                       | Білл Боггс                         |                                            |      |
| 18-а (1992) | • Патрік Бергін     | «У ліжку з ворогом»                        | Мартін Берні                       |                                            |      |
| 18-а (1992) | • Вейн Ньютон       | «Темне минуле»                             | Джекі Хром                         |                                            |      |
| 18-а (1992) | • Роберт Патрік     | «Термінатор 2: Судний день»                | Т-1000                             |                                            |      |
| 18-а (1992) | • Алан Рікман       | «Робін Гуд: Принц злодіїв»                 | шериф Ноттингема                   |                                            |      |
| 19-а (1993) |                     | • Робін Вільямс                            | «Аладдін»                          | Джин                                       |      |
| 19-а (1993) | • Денні ДеВіто      | «Бетмен повертається»                      | Освальд Кобблепот / Людина-пінгвін |                                            |      |
| 19-а (1993) | • Чарльз Даттон     | «Чужий 3»                                  | Леонард Ділон                      |                                            |      |
| 19-а (1993) | • Ентоні Хопкінс    | «Дракула»                                  | професор Абрахам Ван Хельсінг      |                                            |      |
| 19-а (1993) | • Сем Нілл          | «Спогади людини-невидимки»                 | Девід Дженкінс                     |                                            |      |
| 19-а (1993) | • Кевін Спейсі      | «Дорослі за згодою»                        | Едді Отіс                          |                                            |      |
| 19-а (1993) | • Рей Вайз          | «Твін Пікс: Вогню, іди зі мною»            | Ліланд Палмер                      |                                            |      |
| 20-а (1994) |                     | • Ленс Генріксен                           | «Важка мішень»                     | Еміль Фушон                                |      |
| 20-а (1994) | • Джефф Голдблюм    | «Парк Юрського періоду»                    | доктор Ян Малкольм                 |                                            |      |
| 20-а (1994) | • Чарльз Гродін     | «Серце і душі»                             | Харрісон Вінслоу                   |                                            |      |
| 20-а (1994) | • Вейн Найт         | «Парк Юрського періоду»                    | Денніс Недрі                       |                                            |      |
| 20-а (1994) | • Джон Малкович     | «На лінії вогню»                           | Мітч Лірі                          |                                            |      |
| 20-а (1994) | • Том Сайзмор       | «Серце і душі»                             | Майло Пек                          |                                            |      |
| 20-а (1994) | • Дж. Т. Волш       | «Нагальні речі»                            | Денфорт Кітон                      |                                            |      |
| 21-а (1995) |                     | • Гері Сініз                               | «Форрест Гамп»                     | лейтенант Ден Тейлор                       |      |
| 21-а (1995) | • Річард Аттенборо  | «Диво на 34-й вулиці»                      | Кріс Крінґл                        |                                            |      |
| 21-а (1995) | • Роберт де Ніро    | «Франкенштейн Мері Шеллі»                  | монстр Франкенштейна               |                                            |      |
| 21-а (1995) | • Рауль Хулія       | «Вуличний боєць»                           | генерал Байсон                     |                                            |      |
| 21-а (1995) | • Білл Пекстон      | «Правдива брехня»                          | Саймон                             |                                            |      |
| 21-а (1995) | • Джеймс Спейдер    | «Вовк»                                     | Стюарт Свінтон                     |                                            |      |
| 22-а (1996) |                     | • Бред Пітт                                | «12 мавп»                          | Джеффрі Гойнес                             |      |
| 22-а (1996) | • Гарві Кейтель     | «Від заходу до світанку»                   | Джейкоб Фулер                      |                                            |      |
| 22-а (1996) | • Вел Кілмер        | «Сутичка»                                  | Крис Шихерліс                      |                                            |      |
| 22-а (1996) | • Тім Рот           | «Роб Рой»                                  | Арчібальд Каннінгем                |                                            |      |
| 22-а (1996) | • Квентін Тарантіно | «Від заходу до світанку»                   | Річард Геко                        |                                            |      |
| 22-а (1996) | • Крістофер Вокен   | «Пророцтво»                                | Гавриїл                            |                                            |      |
| 23-я (1997) |                     | • Брент Спайнер                            | «Зоряний шлях: Перший контакт»     | лейтенант-командер Дейта                   |      |
| 23-я (1997) | • Джеффрі Комбс     | «Страшили»                                 | Мілтон Даммерс                     |                                            |      |
| 23-я (1997) | • Едвард Нортон     | «Первісний страх»                          | Аарон Стемплер                     |                                            |      |
| 23-я (1997) | • Джо Пантоліано    | «Зв'язок»                                  | Цезар                              |                                            |      |
| 23-я (1997) | • Брент Спайнер     | «День незалежності»                        | учений Бракіш Окун                 |                                            |      |
| 23-я (1997) | • Скіт Ульріх       | «Крик»                                     | Біллі Луміс                        |                                            |      |
| 24-а (1998) |                     | • Вінсент Д'Онофріо                        | «Люди в чорному»                   | Едгар / Жук                                |      |
| 24-а (1998) | • Стів Бушемі       | «Повітряна тюрма»                          | Гарданд Грін                       |                                            |      |
| 24-а (1998) | • Роберт Форстер    | «Джекі Браун»                              | Макс Чері                          |                                            |      |
| 24-а (1998) | • Вілл Петтон       | «Листоноша»                                | генерал Віфлеєм                    |                                            |      |
| 24-а (1998) | • Піт Постлетуейт   | «Парк Юрського періоду 2: Загублений світ» | Роланд Тембо                       |                                            |      |
| 24-а (1998) | • Джей Ті Волш      | «Дорогою»                                  | Уоррен «Ред» Барр                  |                                            |      |
| 25-а (1999) |                     | • Ієн Маккеллен                            | «Здібний учень»                    | Курт Дюссандер                             |      |
| 25-а (1999) | • Бен Аффлек        | «Армагеддон»                               | Ей Джей Фрост                      |                                            |      |
| 25-а (1999) | • Денніс Франц      | «Місто янголів»                            | Натаніель Месінгер                 |                                            |      |
| 25-а (1999) | • Ед Гарріс         | «Шоу Трумена»                              | Крістоф, керівник шоу              |                                            |      |
| 25-а (1999) | • Гері Олдман       | «Загублені у космосі»                      | доктор Захарія Сміт/Сміт-павук     |                                            |      |
| 25-а (1999) | • Біллі Боб Торнтон | «Простий план»                             | Джейкоб Мітчелл                    |                                            |      |
| 26-а (2000) |                     | • Майкл Кларк Дункан                       | «Зелена миля»                      | Джон Коффі                                 |      |
| 26-а (2000) | • Лоуренс Фішборн   | «Матриця»                                  | Морфей                             |                                            |      |
| 26-а (2000) | • Джуд Лоу          | «Талановитий містер Ріплі»                 | Дікі Ґрінліф                       |                                            |      |
| 26-а (2000) | • Юен Мак-Грегор    | «Зоряні війни: Прихована загроза»          | Обі-Ван Кенобі                     |                                            |      |
| 26-а (2000) | • Алан Рікман       | «У пошуках галактики»                      | Александр Дейн                     |                                            |      |
| 26-а (2000) | • Крістофер Вокен   | «Сонна лощина»                             | вершник без голови                 |                                            |      |

### 2001—2010
| Церемонія   | Фото лауреата          | Актор                                                 | Фільм                                | Роль                   | Роль |
| ----------- | ---------------------- | ----------------------------------------------------- | ------------------------------------ | ---------------------- | ---- |
| 27-а (2001) |                        | • Віллем Дефо                                         | «Тінь вампіра»                       | Макс Шрек              |      |
| 27-а (2001) | • Джейсон Александер   | «Пригоди Роккі і Булвінкла»                           | Борис Баденов                        |                        |      |
| 27-а (2001) | • Денніс Квейд         | «Радіохвиля»                                          | Френк Салліван                       |                        |      |
| 27-а (2001) | • Джованні Рібізі      | «Дар»                                                 | Бадді Коул                           |                        |      |
| 27-а (2001) | • Вілл Сміт            | «Легенда про Беггера Венса»                           | Багер Ванс                           |                        |      |
| 27-а (2001) | • Патрік Стюарт        | «Люди Ікс»                                            | Професор Чарлз Ксав'єр/Професор Ікс  |                        |      |
| 28-а (2002) |                        | • Ієн Маккеллен                                       | «Володар перснів: Братерство персня» | Ґандальф Сірий         |      |
| 28-а (2002) | • Роббі Колтрейн       | «Гаррі Поттер і філософський камінь»                  | Рубеус Геґрід                        |                        |      |
| 28-а (2002) | • Марк Дакаскос        | «Братство вовка»                                      | Мані                                 |                        |      |
| 28-а (2002) | • Едді Мерфі           | «Шрек»                                                | Віслюк                               |                        |      |
| 28-а (2002) | • Джеремі Півен        | «Інтуїція»                                            | Дін Кенскі                           |                        |      |
| 28-а (2002) | • Тім Рот              | «Планета мавп»                                        | Генерал Тейд                         |                        |      |
| 29-а (2003) |                        | • Енді Серкіс                                         | «Володар перснів: Дві вежі»          | Смеагол / Ґолум        |      |
| 29-а (2003) | • Ральф Файнс          | «Червоний Дракон»                                     | Френсіс Долархайд                    |                        |      |
| 29-а (2003) | • Том Гарді            | «Зоряний шлях: Відплата»                              | Претор Шинзон                        |                        |      |
| 29-а (2003) | • Тобі Стівенс         | «Помри, але не зараз»                                 | Густав Грейвс                        |                        |      |
| 29-а (2003) | • Макс фон Сюдов       | «Особлива думка»                                      | Ламар Берджес                        |                        |      |
| 29-а (2003) | • Робін Вільямс        | «Безсоння»                                            | Волтер Фінч                          |                        |      |
| 30-а (2004) |                        | • Шон Астін                                           | «Володар перснів: Повернення короля» | Семвайз Ґемджі         |      |
| 30-а (2004) | • Сонні Тіба           | «Убити Білла»                                         | Хаторі Ханзо                         |                        |      |
| 30-а (2004) | • Ієн Маккеллен        | «Володар перснів: Повернення короля»                  | Ґандальф                             |                        |      |
| 30-а (2004) | • Джеффрі Раш          | «Пірати Карибського моря: Прокляття «Чорної перлини»» | Капітан Гектор Барбоса               |                        |      |
| 30-а (2004) | • Енді Серкіс          | «Володар перснів: Повернення короля»                  | Смеагол / Ґолум                      |                        |      |
| 30-а (2004) | • Ватанабе Кен         | «Останній самурай»                                    | Моріцгу Кацумото                     |                        |      |
| 31-а (2005) |                        | • Девід Керрадайн                                     | «Убити Білла. Фільм 2»               | Білл                   |      |
| 31-а (2005) | • Альфред Моліна       | «Людина-павук 2»                                      | Отто Октавіус / Доктор Восьминіг     |                        |      |
| 31-а (2005) | • Гері Олдмен          | «Гаррі Поттер і в'язень Азкабану»                     | Сіріус Блек                          |                        |      |
| 31-а (2005) | • Джованні Рібізі      | «Небесний капітан і світ майбутнього»                 | Декстер "Декс" Дірборн               |                        |      |
| 31-а (2005) | • Лев Шрайбер          | «Маньчжурський кандидат»                              | конгресмен Реймонд Шоу               |                        |      |
| 31-а (2005) | • Джон Туртурро        | «Таємне вікно»                                        | Джон Шутер                           |                        |      |
| 32-а (2006) |                        | • Міккі Рурк                                          | «Місто гріхів»                       | Марв                   |      |
| 32-а (2006) | • Вільям Герт          | «Виправдана жорстокість»                              | Річі Кьюсак                          |                        |      |
| 32-а (2006) | • Вел Кілмер           | «Поцілунок навиліт»                                   | Перрі ван Шрайк                      |                        |      |
| 32-а (2006) | • Єн Макдермід         | «Зоряні війни: Помста ситхів»                         | Палпатін/Дарт Сідіус                 |                        |      |
| 32-а (2006) | • Кілліан Мерфі        | «Нічний рейс»                                         | Джексон Ріппнер                      |                        |      |
| 32-а (2006) | • Ліам Нісон           | «Бетмен: Початок»                                     | Анрі Дюкард/Ра'с аль Гул             |                        |      |
| 33-я (2007) |                        | • Бен Аффлек                                          | «Смерть Супермена»                   | Джордж Рівз            |      |
| 33-я (2007) | • Келсі Греммер        | «Люди Ікс: Остання битва»                             | Генк МакКой / Звір                   |                        |      |
| 33-я (2007) | • Філіп Сеймур Гоффман | «Місія нездійсненна 3»                                | Оуен Девіан                          |                        |      |
| 33-я (2007) | • Сержі Лопес          | «Лабіринт Фавна»                                      | капітан Відаль                       |                        |      |
| 33-я (2007) | • Джеймс Марсден       | «Повернення Супермена»                                | Річард Вайт                          |                        |      |
| 33-я (2007) | • Білл Нагі            | «Пірати Карибського моря: Скриня мерця»               | Деві Джонс                           |                        |      |
| 34-а (2008) |                        | • Хав'єр Бардем                                       | «Старим тут не місце»                | Антон Чегур            |      |
| 34-а (2008) | • Бен Фостер           | «Потяг до Юми»                                        | Чарлі Принц                          |                        |      |
| 34-а (2008) | • Джеймс Франко        | «Людина-павук 3»                                      | Гарі Озборн / Новий Гоблін           |                        |      |
| 34-а (2008) | • Джастін Лонг         | «Міцний горішок 4.0»                                  | Метью Фаррел                         |                        |      |
| 34-а (2008) | • Алан Рікман          | «Свіні Тодд»                                          | суддя Терпін                         |                        |      |
| 34-а (2008) | • Девід Венгем         | «300 спартанців»                                      | Ділос                                |                        |      |
| 35-а (2009) |                        | • Гіт Леджер                                          | «Темний лицар»                       | Джокер                 |      |
| 35-а (2009) | • Джефф Бріджес        | «Залізна людина»                                      | Обедайя Стейн                        |                        |      |
| 35-а (2009) | • Аарон Екгарт         | «Темний лицар»                                        | Гарві Дент / Дволикий                |                        |      |
| 35-а (2009) | • Вуді Гаррельсон      | «Транссибірський експрес»                             | Рой                                  |                        |      |
| 35-а (2009) | • Шая Лабаф            | «Індіана Джонс і королівство кришталевого черепа»     | Генрі «Метт Віллямс» Джонс III       |                        |      |
| 35-а (2009) | • Білл Нагі            | «Операція „Валькірія“»                                | генерал Фрідріх Ольбріхт             |                        |      |
| 36-а (2010) |                        | • Стівен Ленг                                         | «Аватар»                             | полковник Майлз Кворіч |      |
| 36-а (2010) | • Вуді Гаррельсон      | «Вітаємо у Зомбіленді»                                | Таллахассі                           |                        |      |
| 36-а (2010) | • Френк Ланджелла      | «Посилка»                                             | Арлінгтон Стюард                     |                        |      |
| 36-а (2010) | • Джуд Лоу             | «Шерлок Холмс»                                        | Доктор Вотсон                        |                        |      |
| 36-а (2010) | • Стенлі Туччі         | «Милі кістки»                                         | Джордж Гарві                         |                        |      |
| 36-а (2010) | • Крістоф Вальц        | «Безславні виродки»                                   | штандартенфюрер Ганс Ланда           |                        |      |

### 2011—2020
| Церемонія   | Фото лауреата          | Актор                                           | Фільм                              | Роль                 | Роль |
| ----------- | ---------------------- | ----------------------------------------------- | ---------------------------------- | -------------------- | ---- |
| 37-а (2011) |                        | • Ендрю Гарфілд                                 | «Ніколи не відпускай мене»         | Томмі                |      |
| 37-а (2011) | • Крістіан Бейл        | «Боєць»                                         | Діккі Еклунд                       |                      |      |
| 37-а (2011) | • Том Гарді            | «Початок»                                       | Імс                                |                      |      |
| 37-а (2011) | • Ґаррет Гедлунд       | «Трон: Спадок»                                  | Сем Флінн                          |                      |      |
| 37-а (2011) | • Джон Малкович        | «РЕД»                                           | Марвін Боггс                       |                      |      |
| 37-а (2011) | • Марк Руффало         | «Острів проклятих»                              | Маршал Чак Оул / доктор Лестер Шин |                      |      |
| 38-а (2012) |                        | • Енді Серкіс                                   | «Повстання планети мавп»           | Цезар                |      |
| 38-а (2012) | • Рейф Файнс           | «Гаррі Поттер і Смертельні реліквії: Частина 2» | Лорд Волдеморт                     |                      |      |
| 38-а (2012) | • Гаррісон Форд        | «Ковбої проти прибульців»                       | полковник Вуді Долархайд           |                      |      |
| 38-а (2012) | • Том Гіддлстон        | «Тор»                                           | Локі                               |                      |      |
| 38-а (2012) | • Алан Рікман          | «Гаррі Поттер і Смертельні реліквії: Частина 2» | Северус Снейп                      |                      |      |
| 38-а (2012) | • Стенлі Туччі         | «Перший месник»                                 | доктор Авраам Ерскін               |                      |      |
| 39-а (2013) |                        | • Кларк Грегг                                   | «Месники»                          | Філліп Коулсон       |      |
| 39-а (2013) | • Хав'єр Бардем        | «007: Координати «Скайфолл»»                    | Рауль Сильва                       |                      |      |
| 39-а (2013) | • Майкл Фассбендер     | «Прометей»                                      | андроїд Девід                      |                      |      |
| 39-а (2013) | • Джозеф Гордон-Левітт | «Темний лицар повертається»                     | Джон Блейк                         |                      |      |
| 39-а (2013) | • Ієн Маккеллен        | «Хоббіт: Несподівана подорож»                   | Ґандальф                           |                      |      |
| 39-а (2013) | • Крістоф Вальц        | «Джанґо вільний»                                | Кінг Шульц                         |                      |      |
| 40-а (2014) |                        | • Бен Кінгслі                                   | «Залізна людина 3»                 | Тревор Слеттері      |      |
| 40-а (2014) | • Даніель Брюль        | «Гонка»                                         | Нікі Лауда                         |                      |      |
| 40-а (2014) | • Джордж Клуні         | «Гравітація»                                    | Метт Ковальський                   |                      |      |
| 40-а (2014) | • Бенедикт Камбербетч  | «Стартрек: Відплата»                            | Джон Гаррісон / Хан                |                      |      |
| 40-а (2014) | • Гаррісон Форд        | «Гра Ендера»                                    | Гірем Графф                        |                      |      |
| 40-а (2014) | • Том Гіддлстон        | «Тор 2: Царство темряви»                        | Локі                               |                      |      |
| 40-а (2014) | • Білл Наї             | «Коханий з майбутнього»                         | тато                               |                      |      |
| 41-а (2015) |                        | • Річард Армітедж                               | «Гобіт: Битва п'яти воїнств»       | Торін Дубощит        |      |
| 41-а (2015) | • Джош Бролін          | «Вроджена вада»                                 | Крістіан Ф. «Біґфут» Бйорнсен      |                      |      |
| 41-а (2015) | • Семюел Лірой Джексон | «Перший месник: Друга війна»                    | Ніколас Ф'юрі                      |                      |      |
| 41-а (2015) | • Енді Серкіс          | «Світанок планети мавп»                         | Цезар                              |                      |      |
| 41-а (2015) | • Ентоні Макі          | «Перший месник: Друга війна»                    | Семуель Вілсон / Сокіл             |                      |      |
| 41-а (2015) | • Дж. К. Сіммонс       | «Одержимість»                                   | Теренс Флетчер                     |                      |      |
| 42-а (2016) |                        | • Адам Драйвер                                  | «Зоряні війни: Пробудження Сили»   | Кайло Рен/Бен Соло   |      |
| 42-а (2016) | • Пол Беттані          | «Месники: Ера Альтрона»                         | J.A.R.V.I.S. / Віжн                |                      |      |
| 42-а (2016) | • Майкл Дуглас         | «Людина-мураха»                                 | доктор Генк Пім                    |                      |      |
| 42-а (2016) | • Волтон Гоггінс       | «Мерзенна вісімка»                              | Кріс «Шериф» Маннікс               |                      |      |
| 42-а (2016) | • Саймон Пегг          | «Місія нездійсненна: Нація ізгоїв»              | Бенджі Данн                        |                      |      |
| 42-а (2016) | • Майкл Шеннон         | «99 будинків»                                   | Рік Карвер                         |                      |      |
| 43-я (2017) |                        | • Джон Гудмен                                   | «Вулиця Монстро, 10»               | Говард Стемблер      |      |
| 43-я (2017) | • Чедвік Боузман       | «Перший месник: Протистояння»                   | Т'Чалла / Чорна Пантера            |                      |      |
| 43-я (2017) | • Ден Фоглер           | «Фантастичні звірі і де їх шукати»              | Якоб Ковальський                   |                      |      |
| 43-я (2017) | • Дієго Луна           | «Бунтар Один. Зоряні Війни. Історія»            | капітан Касіан Ендор               |                      |      |
| 43-я (2017) | • Закарі Квінто        | «Стартрек: За межами Всесвіту»                  | Спок                               |                      |      |
| 43-я (2017) | • Крістофер Вокен      | «Книга джунглів»                                | гігантопітек Луї                   |                      |      |
| 44-а (2018) |                        | • Патрік Стюарт                                 | «Лоґан: Росомаха»                  | Професор Ікс         |      |
| 44-а (2018) | • Білл Скашгорд        | «Воно»                                          | Пеннівайз                          |                      |      |
| 44-а (2018) | • Кріс Пайн            | «Диво-жінка»                                    | Стів Тревор                        |                      |      |
| 44-а (2018) | • Гаррісон Форд        | «Той, хто біжить по лезу 2049»                  | Рік Декард                         |                      |      |
| 44-а (2018) | • Майкл Б. Джордан     | «Чорна Пантера»                                 | Н'Джадак                           |                      |      |
| 44-а (2018) | • Майкл Кітон          | «Людина-павук: Повернення додому»               | Стерв'ятник                        |                      |      |
| 44-а (2018) |                        | • Майкл Рукер                                   | «Вартові галактики 2»              | Йонду Удонта         |      |
| 45-а (2019) |                        | • Джош Бролін                                   | «Месники: Завершення»              | Танос                |      |
| 45-а (2019) | • Джон Літгоу          | «Кладовище домашніх тварин»                     | Джуд Крендел                       |                      |      |
| 45-а (2019) | • Лін-Мануель Міранда  | «Мері Поппінс повертається»                     | Джек                               |                      |      |
| 45-а (2019) | • Льюїс Пуллман        | «Погані часи у «Ель Роялі»»                     | Майлз Міллер                       |                      |      |
| 45-а (2019) | • Джеремі Реннер       | «Месники: Завершення»                           | Клінт Бартон / Соколине око        |                      |      |
| 45-а (2019) | • Вілл Сміт            | «Аладдін»                                       | Джинн                              |                      |      |
| 45-а (2019) | • Стівен Ян            | «Спалення»                                      | Бен                                |                      |      |
| 46-а (2020) |                        | • Білл Гейдер                                   | «Воно. Частина друга»              | Річард «Річі» Тозіер |      |
| 46-а (2020) | • Адам Драйвер         | «Зоряні війни: Скайвокер. Сходження»            | Бен Соло / Кайло Рен               |                      |      |
| 46-а (2020) | • Кріс Еванс           | «Ножі наголо»                                   | Г'ю Ренсом Драйсдейл               |                      |      |
| 46-а (2020) | • Єн Макдермід         | «Зоряні війни: Скайвокер. Сходження»            | Шив Палпатін / Дарт Сідіус         |                      |      |
| 46-а (2020) | • Роберт Паттінсон     | «Тенет»                                         | Ніл                                |                      |      |
| 46-а (2020) | • Донні Єн             | «Мулан»                                         | командир Тунг                      |                      |      |

### 2021—
| Церемонія      | Фото лауреата             | Актор                                       | Фільм                            | Роль    | Роль |
| -------------- | ------------------------- | ------------------------------------------- | -------------------------------- | ------- | ---- |
| 47-а (2021/22) |                           | • Джонатан Ке Кван                          | «Все завжди і водночас»          | Веймонд |      |
| 47-а (2021/22) | • Пол Дано                | «Бетмен»                                    | Едварт Нештон / Загадник         |         |      |
| 47-а (2021/22) | • Колін Фаррелл           | «Бетмен»                                    | Освальд Кобблпот / Пінгвін       |         |      |
| 47-а (2021/22) | • Альфред Моліна          | «Людина-павук: Додому шляху нема»           | Отто Октавіус / Доктор Восьминіг |         |      |
| 47-а (2021/22) | • Бенедикт Вонґ           | «Доктор Стрендж у мультивсесвіті божевілля» | Вонґ                             |         |      |
| 47-а (2021/22) | • Ітан Гоук               | «Чорний телефон»                            | викрадач                         |         |      |
| 47-а (2021/22) | • Річард Дженкінс         | «Алея жаху»                                 | Езра Гріндл                      |         |      |
| 48-а (2022/23) |                           | • Ніколас Кейдж                             | «Ренфілд»                        | Дракула |      |
| 48-а (2022/23) | • Роберт Дауні (молодший) | «Оппенгеймер»                               | Льюїс Штраус                     |         |      |
| 48-а (2022/23) | • Раян Ґослінґ            | «Барбі»                                     | Кен                              |         |      |
| 48-а (2022/23) | • Майкл Кітон             | «Флеш»                                      | Брюс Вейн / Бетмен               |         |      |
| 48-а (2022/23) | • Стівен Ленг             | «Аватар: Шлях води»                         | Майлз Куаріч                     |         |      |
| 48-а (2022/23) | • Мадс Міккельсен         | «Індіана Джонс і реліквія долі»             | Юрген Воллер                     |         |      |